# Koilonychie
Als Koilonychie (v. alt-gr. κοῖλος koilos ‚hohl‘ und ὄνυξ onyx ‚Nagel‘) bezeichnet man eine Nagelveränderung mit muldenförmiger Einsenkung und erhöhter Brüchigkeit der Nagelplatte, die auf angeborene (z. B. Monilethrix) oder erworbene Ursachen (chronische Eisenmangelanämie, Ekzeme, Pellagra, Sprue, Raynaud-Syndrom) zurückgehen kann.
Synonym werden Begriffe wie Hohlnägel, Löffelnägel oder Eierschalennägel gebraucht.